# Krzyż Welfów
Krzyż Welfów (niem. Welfenkreuz) – romański krzyż relikwiarzowy, pochodzący z dawnego skarbca katedry w Brunszwiku, stanowi część tzw. Skarbu Welfów. Obecnie w zbiorach Kunstgewerbemuseum w Berlinie. Cenny przykład złotnictwa i sztuki emalierskiej doby romanizmu.

## Dzieje
Początki dziejów, podobnie jak dokładny czas wykonania krzyża, jego pomysłodawca oraz twórcy są zagadkowe. Wiadomo, że trafił do kolegiaty w Brunszwiku (obecnie katedry), o czym poświadcza inwentarz z 1482 roku. W XVII wieku wraz z innymi zabytkami ze skarbca wspomnianej świątyni trafił do dóbr książąt brunszwicko-lüneburskich. Podczas wojen napoleońskich trafił do londyńskiego zamku Tower, następnie powrócił do dóbr spadkobierców Welfów - królów hanowerskich. W 1929 roku krzyż drogą sprzedaży trafił w ręce żydowskich kupców, w 1935 r. odkupiony przez nazistowskich dygnitarzy i przekazany do berlińskiego Kunstgewerbemuseum, które jest właścicielem krzyża do dziś.

## Wygląd
Na stronie przedniej umieszczony jest pozłacany i kameryzowany enkolpion, jego powierzchnię, zdobią emaliowane wyobrażenia; Chrystusa Ukrzyżowanego oraz główki Marii, św. Jana Ewangelisty oraz św. Michała Archanioła. Na skrajach ramion, filigranową powierzchnię wypełniają kolejne kamienie szlachetne i perły.
Na odwrocie wyróżnia się relikwia (drzazga z Krzyża Pańskiego) umieszczona pod wielkim oszlifowanym kaboszonem z kryształu górskiego umieszczonym na skrzyżowaniu ramion. Na skrajach ramion znajdują się cztery wielkie szafiry. Również na ramionach umieszczono emaliowane plakietki z inskrypcjami: S(ANCTI) PETRI AP(OSTO)LI, S(ANCTI) MA(R)CI EVA(N)G(E)LI(STAE), S(ANCTI) IOHA(N)NIS BA(P)T(ISTAE), S(ANCTI) SEBASTIANI. Powierzchnię wypełnia filigranowy ornament w formie stylizowanych wolut. Obwódka w całości jest ozdobiona ciągiem drobnych pereł.
Podstawę krzyża tworzy przysadzisty filar wsparty na potężnej trójnożnej bazie. Jej powierzchnię zdobią repusowane aniołki oraz maski, między figurami dekoracja ornamentalna. Trzon filara zdobią kanelury przybierające spieralną formę, kształt kapitela nawiązuje do porządku kompozytowego.

## Analiza
Dzieło jest typowym dla średniowiecza krzyżem relikwiarzowym, jednakże o bardzo rozbudowanej strukturze i wysokiej randze zważając na bogactwo klejnotów, dekoracji oraz relikwii nie tylko Chrystusowych, lecz także apostołów (świętych Piotra i Marka) i męczenników (świętych Jana Chrzciciela i Sebastiana) Rdzeń stanowi zapewne starszy enkolpion, który pełnił funkcję zarówno relikwiarza i pektorału. Krzyż Welfów pełnił funkcję krzyża procesyjnego, o czym wspomina inwentarz z roku 1492.
Od strony formalnej, stylistycznej oraz technicznej, krzyż Welfów jest bardzo podobny do krzyża relikwiarzowego ze skarbca katedry w Velletri, na południe od Rzymu. W obu dziełach występują złote enkolpiony z emaliowanymi wizerunkami Jezusa ukrzyżowanego w asyście świętych, bardzo podobna jest dekoracja skrajów ramion, gdzie w obu dziełach wokół dużych szafirów umieszczono pomniejsze kamienie oraz drobne w perły. W obu dziełach podobne są trójnożne bazy oraz trzony w formie antykizujących kolumienek. Zarówno krzyż Welfów i krzyż z Velletri stanowią syntezę stylową; tradycja antyku, sztuki starochrześcijańskiej i bizantyjskiej została spójnie scalona z włoskim romanizmem. Krzyż Welfów jest dziełem wyższej rangi aniżeli relikwiarz z Velletri; posiada więcej drogich kamieni i pereł, a nadto oprócz naczelnych relikwii Chrystusowych, znalazły się relikwie świętych apostołów i męczenników. Przechowywany w Kunstgewerbemuseum krzyż stał się podmiotem dyskusji w kwestii miejsca jego wykonania. Niektórzy badacze sugerują, że krzyż Welfów powstał na terenie północnej Italii; próbowano precyzować miejsce, na Lombardię, lub Mediolan. W nowszych badaniach wyłoniła się presumpcja, iż wykonano go prawdopodobnie na Sycylii, lub południowej Italii, w pierwszej połowie XII stulecia.
Krzyż Welfów swoją nazwę zawdzięcza Skarbowi Welfów. Skarbiec ten jest bogatym zbiorem dzieł złotniczych, głównie relikwiarzy. Znaczna ich część stanowiła wyposażenie katedry w Brunszwiku, następnie, od XVII w. dobra te należały do książąt m.in. brunszwicko-lüneburskich oraz hanowerskich, których dynastycznymi poprzednikami byli Welfowie. Zagadkowa jest kwestia, kiedy trafił do skarbca brunszwickiej katedry, a także czy trafił np. jako dar władcy lub w ramach translacji relikwii z Italii do Brunszwiku. Wiadomo, że Welfowie od XI stulecia utrzymywali silne relacje z włoskimi możnymi (m.in. z rodu d’Este), poprzez mariaże (Welf V z Matyldą toskańską), nadto pełnili władzę (np. margrabią Toskanii był Henryk X Pyszny, ojciec Henryka Lwa).
Od późnej starożytności władcy często uposażali świątynie w drogocenne krzyże relikwiarzowe, najczęściej zawierające relikwie Krzyża Pańskiego. Krzyże te wykonywano ze szczerego złota i ozdabiano kamieniami szlachetnymi, gemmami, perłami na wzór cruces gemmatae. Tego typu krzyże otrzymała już w X wieku główna świątynia Brunszwiku. Są to dary Gertrudy Brunszwickiej i jej małżonka Liudolfa księcia Fryzji. Stanowiły również część Skarbu Welfów, obecnie w zbiorach Cleveland Museum of Art. Mimo braku jednoznacznego wskazania władcy-donatora krzyża Welfów, dzieło to stanowi istotny przykład fundacji możnych w kontekście średniowiecznych dziejów katedry w Brunszwiku. W późniejszym czasie wzbogaciła się o kolejne krzyże, w tym jeden przypisywany jako dar Ottona Łagodnego (ob. w Art Institute of Chicago). W Chicago znajduje się jeszcze jeden krzyż, kolejne dwa XV-wieczne znajdują się w Kunstgewerbemuseum.

## Galeria

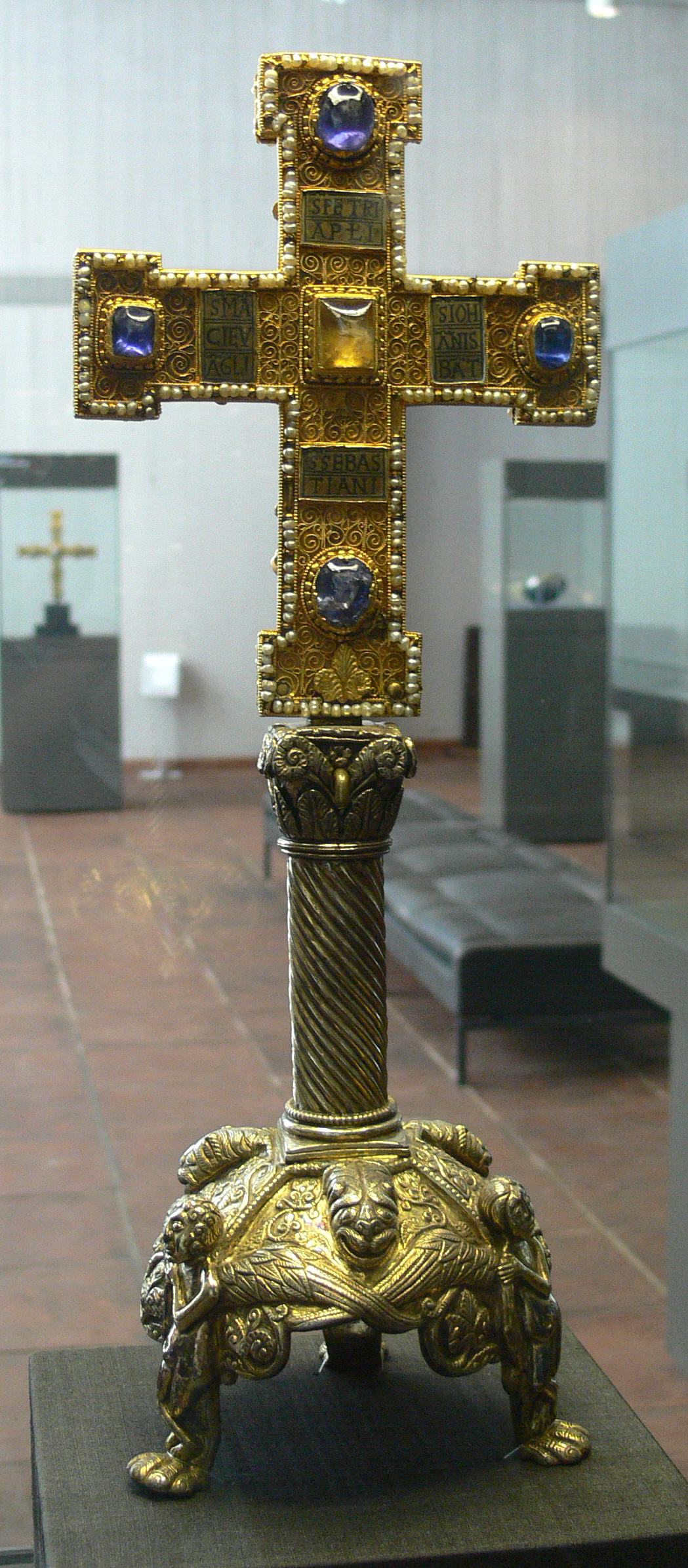
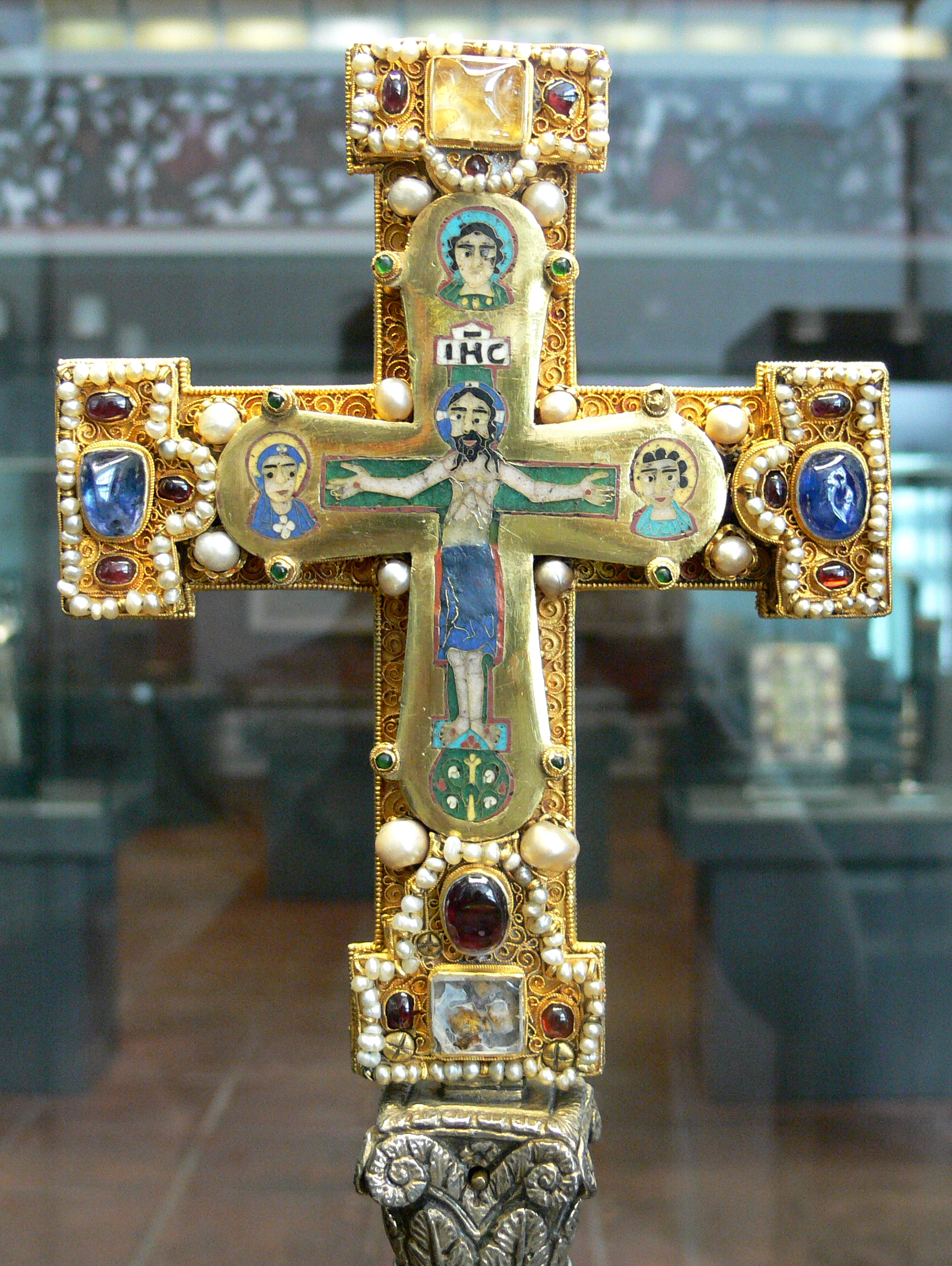
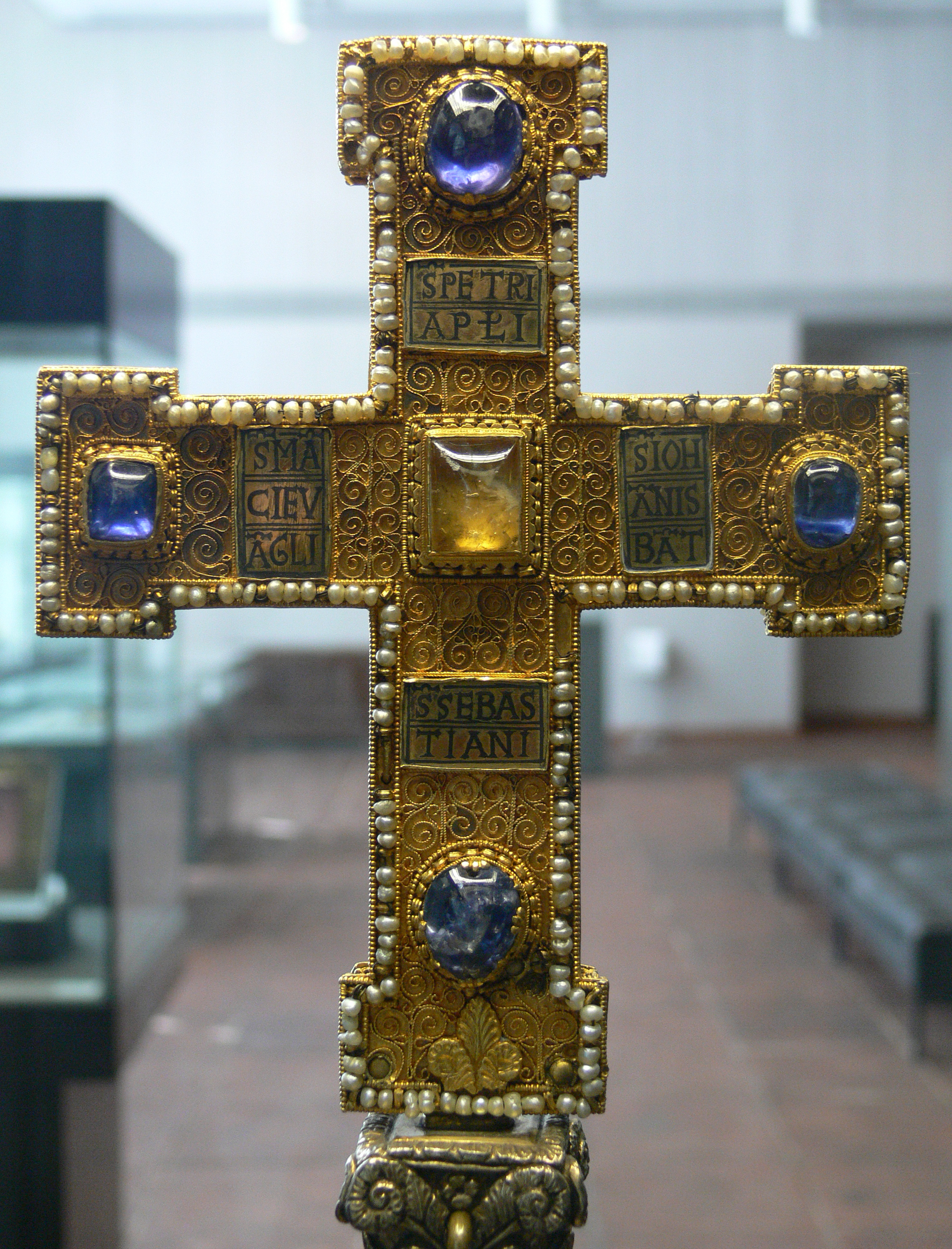
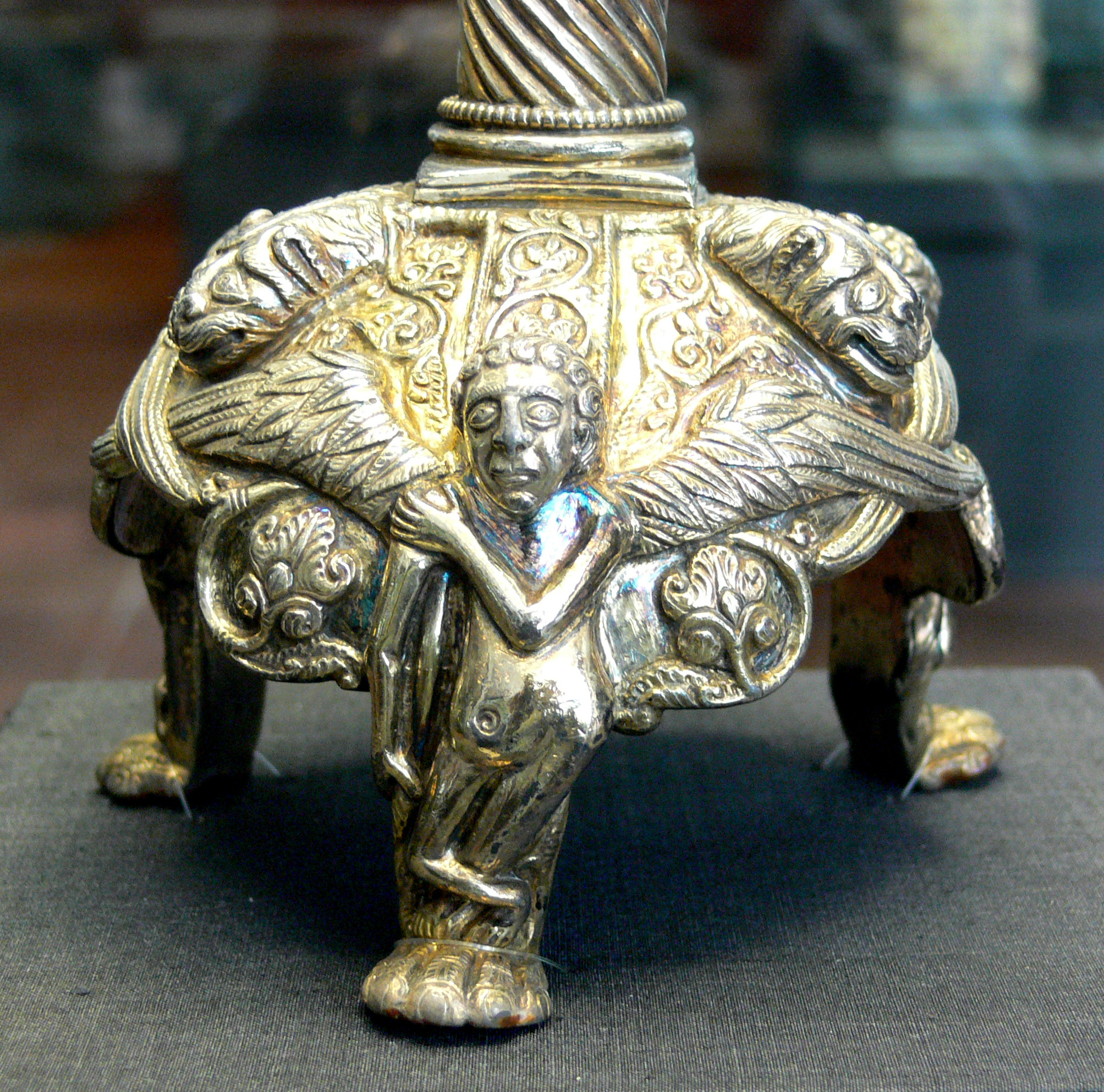